# Tache aveugle à l'égard des préjugés
 (janvier 2018).
Si vous disposez d'ouvrages ou d'articles de référence ou si vous connaissez des sites web de qualité traitant du thème abordé ici, merci de compléter l'article en donnant les références utiles à sa vérifiabilité et en les liant à la section « Notes et références ».
 (janvier 2018).
- Si vous ne connaissez pas le sujet, laissez ce bandeau (vous pouvez alors contacter les auteurs).
- Si vous supprimez le contenu mis en cause (vous pouvez préalablement contacter les auteurs),

argumentez précisément cette suppression dans la page de discussion
(un manque de référence n'est pas un argument ; une recherche réelle de référence doit avoir été effectuée, être formellement documentée).
Le biais de la tache aveugle, ou biais de l'angle de mort de polarisation, ou encore illusion de l'unique invulnérabilité, est un biais cognitif concernant la reconnaissance de l'impact des biais sur le jugement des autres, tout en omettant de voir l'impact des biais sur son propre jugement. 

## Mise en évidence
Le terme a été créé par Emily Pronin, Daniel Lin et Lee Ross, psychologues sociaux du Département de psychologie de l'Université de Princeton. Le biais de la tache aveugle est nommé d'après le point aveugle visuel. 
Le biais de la tache aveugle semble être un véritable point aveugle en ce sens qu'elle n'est pas liée à la capacité de prise de décision réelle. Les performances sur les indices de compétence décisionnelle ne sont pas liées aux différences individuelles de biais. En d'autres termes, tout le monde semble penser être moins biaisé que les autres, indépendamment de sa capacité à prendre des décisions.[réf. nécessaire]

## Prévalence
Une majorité de personnes semble être victime du biais de la tache aveugle : dans un échantillon de plus de 600 résidents des États-Unis, plus de 85 % croyaient qu'ils étaient moins biaisés que l'Américain moyen. Un seul participant s'estimait plus biaisé que l'Américain moyen[réf. nécessaire].
Les gens sont victimes du biais de la tache aveugle à différents degrés. Il semble s'agir d'une différence individuelle stable et mesurable (pour une échelle, voir Scopelliti et al., 2015). [pas clair]

## Causes

### Rôle de l'introspection

#### Nous nous croyons moins biaisés que les autres
Emily Pronin et Matthew Kugler ont soutenu que ce phénomène est dû à l'illusion d'introspection. Dans leurs expériences, les sujets devaient porter des jugements sur eux-mêmes et sur d'autres sujets. Ils ont montré des biais standards, se classant par exemple au-dessus des autres sur des qualités souhaitables (démontrant un biais de supériorité illusoire). Les expérimentateurs ont expliqué le biais cognitif et ont demandé aux sujets comment cela aurait pu affecter leur jugement. Les sujets se sont notés comme moins sensibles aux biais que d'autres dans l'expérience (confirmant le biais de la tache aveugle). Lorsqu'ils ont dû expliquer leurs jugements, ils ont utilisé différentes stratégies pour évaluer leur propre biais et celui des autres.

#### Les préjugés opèrent inconsciemment
L'interprétation de Pronin et Kugler est que, pour savoir si quelqu'un d'autre est affecté par un biais, les gens analysent le comportement exprimé. D'un autre côté, en évaluant s'ils sont eux-mêmes biaisés, les gens ont une démarche d'introspection, recherchent les biais au sein de leurs propres pensées et sentiments. Puisque les préjugés opèrent inconsciemment, ces introspections ne sont pas pertinentes, mais les gens les traitent à tort comme une indication fiable du fait qu'ils sont eux-mêmes, contrairement à d'autres personnes, immunisés contre les biais.

#### L'introspection est insuffisante pour corriger les biais
Pronin et Kugler ont essayé de donner à leurs sujets l'accès aux analyses introspectives des autres. Pour ce faire, ils ont fait des enregistrements audio de sujets à qui l'on avait demandé de dire tout ce qui leur venait à l'esprit, lorsqu'ils décidaient si leur réponse à une question précédente aurait pu être affectée par un biais. Bien que les sujets se soient persuadés qu'il était peu probable qu'ils soient biaisés, leurs analyses introspectives n'ont pas influencé les évaluations des observateurs.[réf. nécessaire]

### Biais d'autosatisfaction
Un biais de la tache aveugle est causé par divers autres biais cognitifs.[réf. nécessaire]

#### Nous ignorons nos préjugés!
Les biais d'autosatisfaction (comme le biais égocentrique) peuvent jouer un rôle dans la mesure où les humains sont motivés à se voir sous un jour positif. Les biais sont généralement considérés comme indésirables, de sorte que les gens ont tendance à penser que leurs propres perceptions et jugements sont rationnels, exacts et exempts de tous préjugés. Les biais d'autosatisfaction s'appliquent également à l'analyse des décisions personnelles, dans la mesure où les gens sont susceptibles de se considérer comme de meilleurs décideurs que les autres.

#### Nous avons l'impression d'être objectifs!
Les gens ont aussi tendance à croire qu'ils sont conscients du «comment» et du «pourquoi» de leurs décisions, et concluent donc qu'elles sont objectives. Beaucoup de choix du quotidien se construisent à partir de biais et d'heuristiques de jugement, qui sont des processus inconscients. Par définition, les gens ne sont pas conscients des processus inconscients et ne peuvent donc pas voir leurs influences dans le processus de prise de décision : ils font preuve de réalisme naïf.

#### Même conscients de nos préjugés: latache aveuglenous empêche de modifier une perception biaisée
Des travaux de recherches sur la dépendance de l'esprit face aux biais cognitifs ont mis en lumière la prépondérance de la tache aveugle dans nos mécanismes mentaux. Prendre conscience que divers biais agissent sur la perception, les choix ou les jugements, ne permet pas de les contrôler. Cela contribue à rendre la tache aveugle difficile à éviter, puisque même informé de l'emprise de ce biais, il est impossible de modifier une perception biaisée.

## Susceptibilité individuelle aux biais cognitifs
Certaines expériences suggèrent que le biais de la tache aveugle n'est pas lié à la capacité de prise de décision. Le score dans diverses tâches associées à la prise de décision n'était pas corrélé avec le fait d'être victime du biais de la tache aveugle[évasif]. Ce biais semble cependant augmenter la susceptibilité aux biais liés. Les personnes qui sont prédisposées au biais de la tache aveugle sont en effet plus susceptibles d'ignorer les conseils d'autres personnes et sont moins susceptibles de bénéficier d'une formation visant à réduire l'effet d'autres biais.

## Applications

### Tache aveugle: source d'incompréhension entre personnes
Les humains observés par Pronin ont tendance à attribuer les biais de manière inégale : ils considérèrent les autres comme biaisés tout en se déclarant justes et impartiaux. Pronin émet l'hypothèse que cette fausse attribution peut être une source de conflit et d'incompréhension entre des personnes. Par exemple, il est probable qu'une personne attribue les biais d'une autre, plus facilement détectés que les siens, à de la «malveillance intentionnelle» plutôt qu'à un processus inconscient.[réf. nécessaire]

### Séparer les actions des autres de leurs intentions
Pronin suggère qu'il est possible de prendre conscience du biais de la tache aveugle afin de réduire les conflits et de penser d'une manière plus « scientifiquement informée ». Bien que le cerveau soit incapable de contrôler les préjugés sur sa propre cognition, il lui est en revanche possible de réaliser que les erreurs des schémas mentaux qu'il remarque chez autrui, agissent aussi sur lui. Pronin suggère que les gens pourraient utiliser cette connaissance pour séparer chez autrui leurs intentions de leurs actions.[réf. nécessaire]